# 江刈村
江刈村（えかりむら）は、1955年（昭和30年）まで岩手県岩手郡の北東部に存在していた村。現在の葛巻町江刈にあたる。

## 地理
- 河川：馬淵川

## 沿革
- 1889年（明治22年）4月1日 - 町村制施行にともない、旧来の江刈村単独で村制施行し北九戸郡江刈村が発足。
- 1897年（明治30年）4月1日 - 北九戸郡と南九戸郡が合併し、九戸郡となる[1]。
- 1948年（昭和23年）7月1日 - 葛巻町と共に岩手郡へ編入され、岩手郡江刈村となる[2]。
- 1955年（昭和30年）7月15日 - 葛巻町および二戸郡田部村と合併し、新制の葛巻町となる。

## 行政

### 歴代村長
| 代      | 氏名       | 就任                      | 退任                      | 備考 |
| ------- | ---------- | ------------------------- | ------------------------- | ---- |
| 1 - 4   | 岩泉恭蔵   | 明治26年（1893年）6月10日 | 明治42年（1909年）5月16日 |      |
| 5 - 6   | 高橋直記   | 明治42年（1909年）5月16日 | 大正6年（1917年）8月9日   |      |
| 7       | 中野政     | 大正6年（1917年）9月13日  | 大正8年（1919年）10月24日 |      |
| 8 - 12  | 岩泉頼八   | 大正9年（1920年）1月17日  | 昭和15年（1940年）3月23日 |      |
| 13 - 14 | 岩泉浩太郎 | 昭和15年（1940年）3月28日 | 昭和19年（1944年）6月30日 |      |
| 15      | 岩泉竜     | 昭和20年（1945年）1月22日 | 昭和21年（1946年）11月7日 |      |
| 16 - 17 | 中野清見   | 昭和22年（1947年）4月5日  | 昭和30年（1955年）7月14日 |      |